# Компьютерные тифлотехнологии
Компью́терные тифлотехноло́гии (от греч. typhlos — слепой) — общее название комплекса средств, обеспечивающих незрячим и слабовидящим людям возможность самостоятельного использования обычного персонального компьютера и программ общего назначения.
Конкретная реализация компьютерных тифлотехнологий в виде программ и программно-аппаратных комплексов, а также специальных устройств вывода компьютерной информации носит название компьютерных тифлосредств.

## Виды компьютерных тифлотехнологий
По принципу работы все компьютерные тифлосредства можно разделить на две группы:
- Средства озвучивающие информацию;
- Средства рельефно-точечного вывода компьютерной информации, в виде доступном для считывания при помощи осязания: шеститочечные символы азбуки Брайля, рельефные копии изображения, выводимого на дисплей компьютера и тому подобное.

Эти технологии могут использоваться совместно, что значительно ускоряет взаимодействие с компьютером.
Ядром системы компьютерных тифлосредств является программа экранного доступа. Это программа-посредник между операционной системой и тифлосредствами, выводящими обычную текстовую и графическую информацию в виде звука или в рельефно-точечной форме. В мире имеется множество таких программ, но в нашей стране наибольшее распространение среди пользователей Windows получили коммерческая Jaws for Windows (Job Access With Speech) фирмы Freedom Scientific и бесплатная NVDA (NonVisual Desktop Access).
Первая группа компьютерных тифлотехнологий, предназначенная для озвучивания информации, использует программный синтезатор речи. Программный синтезатор речи — это специальная программа, которая преобразовывает текстовую информацию в акустические сигналы — подобие человеческой речи и выводит их через звуковую плату в аудиоколонки или наушники. В виде звука может выводиться любая текстовая информация: собственно тексты, пункты меню, всплывающие подсказки, заголовки программ, подписи к кнопкам внутри программ.
Среди русскоязычных синтезаторов можно выделить три наиболее популярных: Speaking Mouse, Digalo и Sakrament. Какой из них лучше однозначно определить невозможно, поскольку каждый обладает своими достоинствами и недостатками. Часто на компьютере незрячего пользователя можно встретить несколько синтезаторов, использующихся для решения той или иной задачи.
Вторая группа компьютерных тифлосредств — устройства представляющие информацию в рельефно-точечном виде. Условно их можно разделить на два типа: устройства выводящие текстовую информацию в виде брайлевского шеститочия (брайлевские дисплеи) и устройства отображающие отдельные графические объекты либо экран компьютера в целом в виде двухмерного рельефного изображения.